# Institut de recherche en Biologie appliquée de Guinée
 (mars 2021).
 (mars 2021).

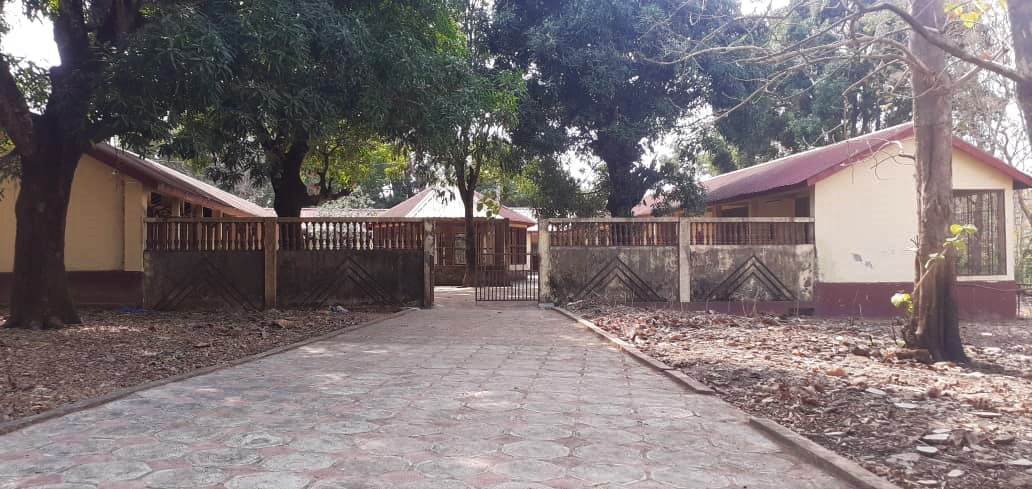

L’institut de recherche en Biologie appliquée de Guinée en abrégé (IRBAG) est un institut guinéen, situé à Pastoria dans la préfecture de Kindia.

## Situation géographique
Situé à 135 km de la capitale Conakry, l'institut est bâti sur l'ancien domaine de l'institut Pasteur à Kindia plus précisément dans le quartier Pastoria, une ville cosmopolite de tradition agropastorale, habitée en majorité de Soussou et de Peuls.

## Historique
L’institut a été fondé en 1922 par les Français, à leur tête le docteur Albert Calmette à qui l’on doit notamment le vaccin contre la tuberculose. À la quête de vaccins contre la tuberculose et la rougeole, ils faisaient des études d’expérimentation sur les animaux comme les singes et les chimpanzés qu’ils capturaient dans les forêts africaines puis les envoyaient en Europe. Plusieurs animaux mouraient en cours de route à cause des situations climatiques ou du changement de leurs conditions de vie. 

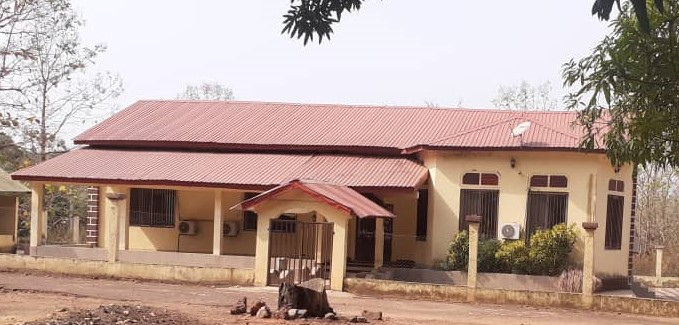

C’est pour remédier à cela qu'un centre de recherche sur le singe en Guinée-Française (CRSGF) a été créé en 1922 à Kindia sur le domaine de l’ancien institut Pasteur. C’est après l’indépendance du pays en 1958 à cause de la rupture non amicale entre la France et la Guinée que ce centre a été récupéré après le départ des Français et depuis cette époque le centre a été renommé Institut de recherche en Biologie appliquée de Guinée (IRBAG).

## Présentation de l’institut

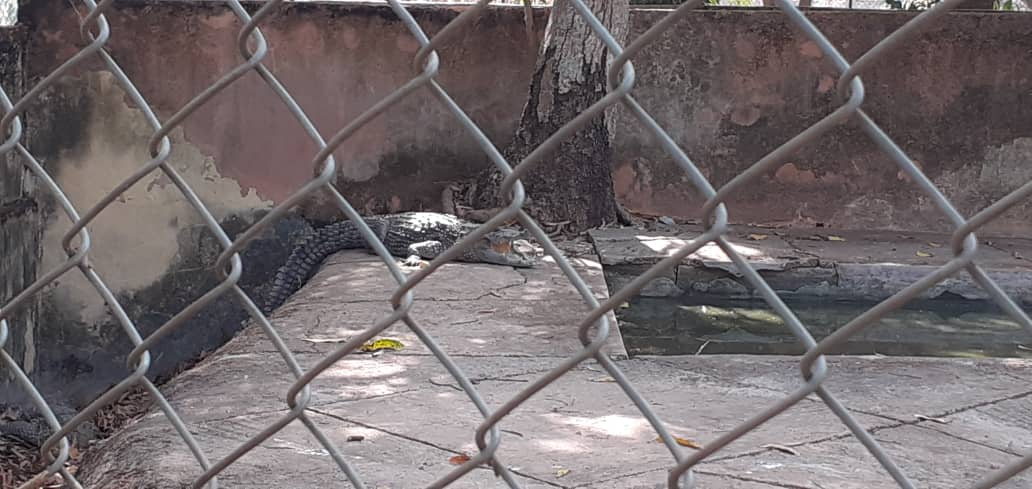

L’institut de recherche en Biologie appliquée de Guinée (IRBAG) est le premier institut de recherche basé sur l’expérimentation des vaccins contre des maladies comme la tuberculose, la rougeole sur les animaux notamment les singes, les chimpanzés, les crocodiles dans le continent africain.

## Domaine d'intervention

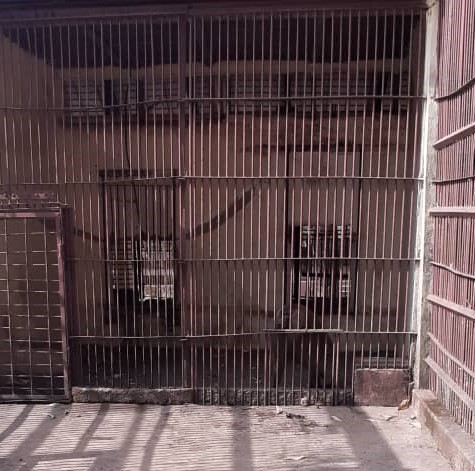

Cette œuvre architecturale coloniale a élargi son domaine d’intervention en formant des virologues, des bactériologistes, des biologistes qui mènent des études d’expérimentation pour trouver les vaccins contre les morsures des serpents, des virus et bactéries inconnus. Depuis l’apparition de la pandémie de Covid-19 le 12 mars 2020 en Guinée et récemment avec la réapparition de la fièvre hémorragique à virus Ebola, cet institut sert de cadre pour l’hospitalisation et le traitement des citoyens de Kindia atteints par ces deux maladies.

## Les ressources humaines
L’Institut de recherche en Biologie appliquée de Guinée (IRBAG) emploie une vingtaine de personnes évoluant dans le cadre sanitaire et de recherche biologique composé de bactériologistes, de virologues, de biologistes, de médecins traitants et des infirmiers depuis l’apparition de la pandémie Corona virus et l’épidémie Ebola ; il emploie également des professeurs qui forment des étudiants en master et des docteurs dans l’école doctorale en biologie appliquée de l’institut.

## Collaboration
L'institut coopère avec les Russes qui ont du personnel sur le site, pour trouver du vaccins contre le COVID 19 et Ebola,.

## Les infrastructures de base

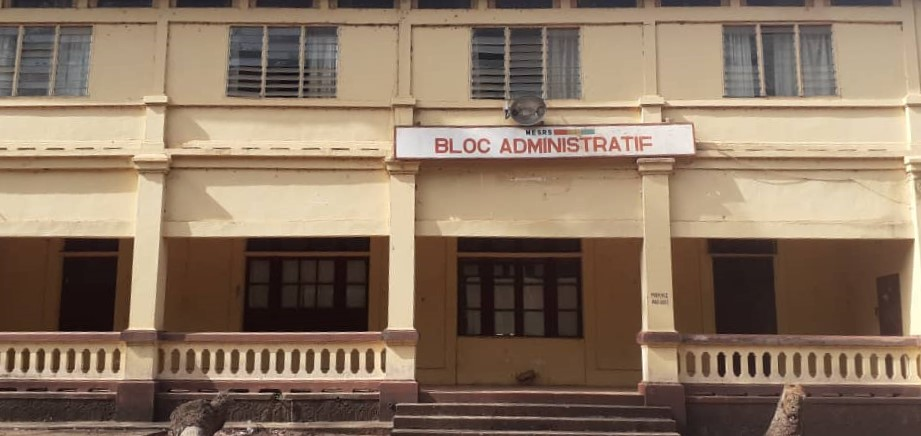
Bloc administratif IRBAG.

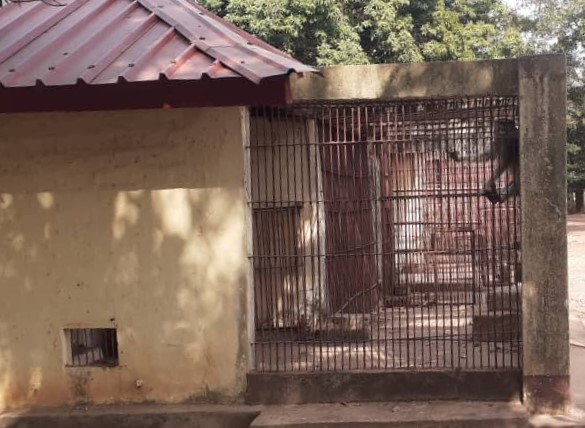

L’institut comprend plusieurs bâtiments :
- Un centre d'accueil
- Un bloc administratif
- Un laboratoire des mycobactéries
- Une école doctorale[5]
- Un laboratoire virologie, géologie
- Une animalerie pour stocker des animaux (singes, chimpanzés, crocodiles)
- Un centre médical des soins
- Un serpentarium pour garder les serpents
- Un centre de traitement des envenimations
- Un bureau pour le chef des ressources humaines
- Un logement pour le Directeur de l’institut

## L’impact de l’institut sur la population de Kindia

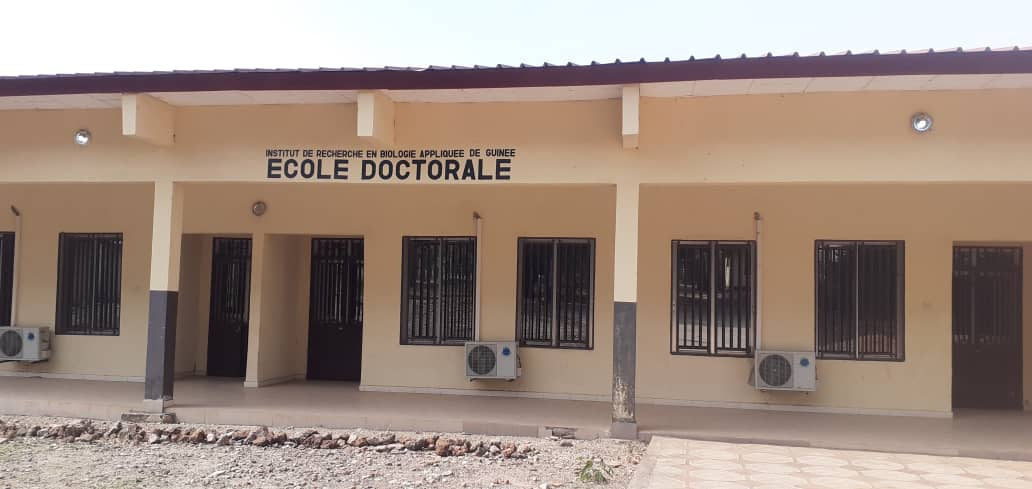

Avant l’apparition des deux maladies (Covid-19 et d’Ebola), une partie des fonds collectés grâce à la visite des touristes était reversée aux collectivités locales en guise de participation au développement de la localité. Depuis mars 2020, les personnes atteintes de Covid-19 et d’Ebola sont traitées dans cet institut. Grâce à cet institut les citoyens de Kindia ne se déplacent plus pour se soigner contre les morsures de serpents ou pour les maladies bactériologiques comme la tuberculose.
Cet institut de recherche est l’un des monuments historiques laissés par les colons, il contribue aux traitements sanitaires des citoyens de Kindia.